# 安城更生病院
愛知県厚生農業協同組合連合会 安城更生病院（あいちけんこうせいのうぎょうきょうどうくみあいれんごうかい あんじょうこうせいびょういん）は、愛知県安城市にある病院である。すぐ近くには愛知県農業協同組合連合会の更生看護専門学校がある

## 概要
愛知県厚生農業協同組合連合会（JA愛知厚生連）が運営しており、安城市の基幹病院となっている。救命救急センター（3次救急）が設置され、西三河で唯一の地域がん診療拠点病院であり、緩和ケア病棟も備える。災害派遣医療チーム（DMAT）も組織されている。JA愛知厚生連の更生看護専門学校も同じ敷地内に併設される。JA愛知厚生連は安城の他に県内7か所の病院を運営し、このうち江南・豊田・稲沢・知多は「厚生病院」の名称を用いているため、安城も「厚生病院」と誤表記される場合もあるが、後述の命名由来から正しくは安城更生病院である。
大学病院や日本赤十字社に匹敵する施設規模とスタッフを目指して構想建築された。近年の深刻な自治体病院の医師不足と経営危機のしわ寄せのため、近隣自治体住民が押し寄せ、市外患者が50%に達するなど、過重負担で高度医療機関として影響が大きい。そのため、公式ホームページにおける病院長の声明や、一部安城市議員の議会発言もあり、近隣自治体との医療連携について見直す必要が生じている。市外患者は岡崎市・西尾市が多い。

## 診療科
- 内科血液
- 腫瘍内科内分泌
- 糖尿病内科
- 消化器内科
- 脳神経内科
- 循環器内科
- 腎臓内科
- 呼吸器内科
- 感染症内科
- 膠原病内科
- 緩和ケア内科
- 精神科
- 小児科
- 脳神経小児科
- 新生児科臨床検査科
- 外科
- 消化器外科
- 血管外科
- 乳腺・内分泌外科整形外科
- 形成外科
- 脳神経外科
- 呼吸器外科
- 心臓血管外科
- 小児外科
- 皮膚科
- 泌尿器科
- 産婦人科
- 眼科
- 耳鼻咽喉科
- リハビリテーション科
- リウマチ科
- 放射線診断科
- 放射線治療科
- 麻酔科
- 病理診断科
- 救急科
- 歯科口腔外科

## 歴史
地元の農業者の団体である「碧海郡購買販売組合連合会」（丸碧）の会長・岩瀬和市が農家への還元を模索し山崎延吉に相談したところ、近代的医療サービスを備えた組合病院の設立を提案された。そこで、安城町大字安城字毛賀地の旧安城町役場の1,500坪の敷地に病院を建設し、1935年（昭和10年）2月11日に「更生病院」として創立した。「更生病院」という名は山崎による命名である。更生病院は内科・小児科・外科・産婦人科・耳鼻咽喉科・レントゲン科を設け、当時の碧海郡内で唯一の総合病院であった。設立に当たっては名古屋医科大学（現在の名古屋大学医学部）の全面的な支援があったという。
加入団体は68、会員は家族と合算して70,500人だったという。近代医療を農民に提供するという目的から、医療費は格安にし、会員の所属組合の預金口座から差し引くシステムにしていた。また、1936年（昭和11年）からは郡内を1日1コースを往復する2台の巡回バスの運行をはじめたが、1943年（昭和18年）に燃料不足を理由に休止された。
戦後に、愛知県厚生農業協同組合連合会に統合された。病院は拡大を続け、1961年（昭和36年）と1966年（昭和41年）に施設の改築・増設を行った。終戦直後に105床だった病床数は、1967年（昭和42年）には505床となった。
しかし、中心市街地に位置していた病院は、更なる拡充が困難なことや駐車場の確保が難しいことなどの問題が生じ、2002年（平成14年）4月30日に、安城駅南口から約1.5km南方の安城市医師会館および愛知県医師会安城准看護学校近くの広大な農地を転用して新築移転し、名称も「安城更生病院」に改称した。移転には、安城市から92億円の補助金が出された。2022年4月病床数が749床から771床へ増床された。

## 主なアクセス方法
- 名鉄名古屋本線・西尾線 新安城駅、JR東海道本線 安城駅から名鉄バス「安城更生病院」行きで「安城更生病院」バス停下車。
- あんくるバス（北部線を除く全線）「安城更生病院」バス停下車。
- 名鉄西尾線 碧海古井駅から西へ約1km。